# Stazione di Cagliari Santa Gilla
La stazione Cagliari Santa Gilla è una fermata ferroviaria al servizio della città di Cagliari, attiva lungo la ferrovia Cagliari-Golfo Aranci. Attivata a fine 2008, e operativa commercialmente dal 2009, è gestita da RFI (gruppo FS) ed è utilizzata esclusivamente nell'ambito del servizio ferroviario metropolitano del capoluogo sardo.

## Storia

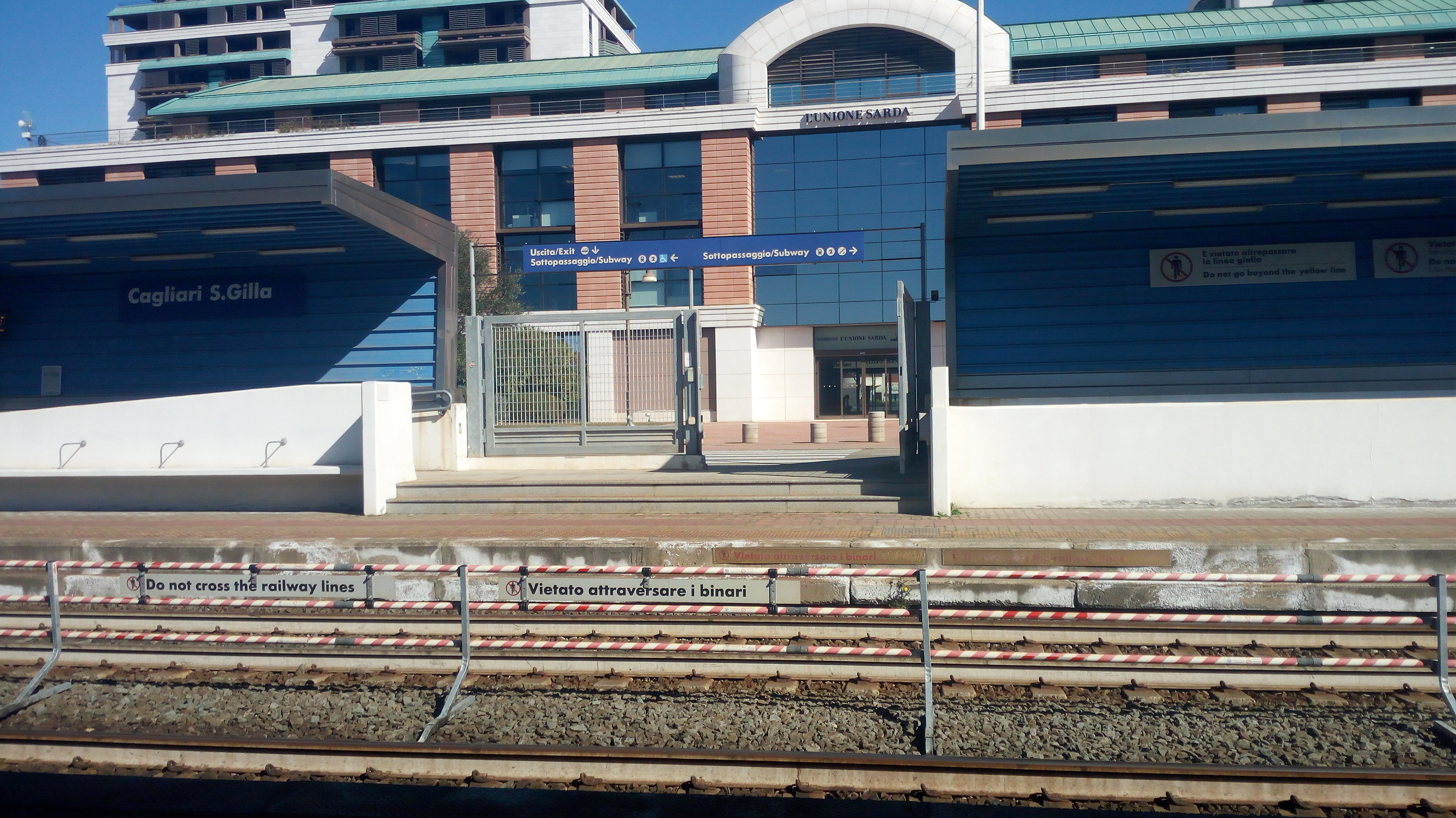
La fermata con sullo sfondo il centro polifunzionale Santa Gilla

La nascita dello scalo si ricollega alla scelta di potenziare i collegamenti tra Cagliari e il suo hinterland nella seconda metà degli anni 2000 con la creazione di 4 nuove fermate, di cui due ad Assemini, una all'aeroporto di Cagliari-Elmas ed una a Cagliari, nei pressi della via Santa Gilla e del complesso polivalente omonimo all'epoca in realizzazione a ridosso del tratto cagliaritano della Dorsale Sarda.
La fermata di Cagliari Santa Gilla venne attivata formalmente il 14 dicembre 2008, senza tuttavia essere servita da alcun treno nei primi mesi. A partire dal 14 giugno 2009 viene servita dai treni del servizio ferroviario metropolitano di Cagliari.

## Strutture e impianti
La fermata si trova compresa nel tratto a doppio binario della Cagliari-Golfo Aranci, a circa un chilometro e mezzo dalla stazione di Cagliari: lo scalo è dotato quindi di due binari passanti, ognuno dotato di una propria banchina situata all'esterno della strada ferrata.

## Servizi
Lo scalo è servito da due banchine, una per ognuno dei binari. Entrambe le strutture sono dotate di pensiline e di posti a sedere per l'utenza, mentre il passaggio da un capo all'altro della fermata è possibile grazie a un sottopassaggio pedonale e ad una rampa per l'utenza disabile. A tal proposito l'accessibilità all'impianto è garantita per portatori di handicap motori, visivi ed uditivi. Dal punto di vista commerciale l'impianto è classificato da RFI in categoria "bronze".

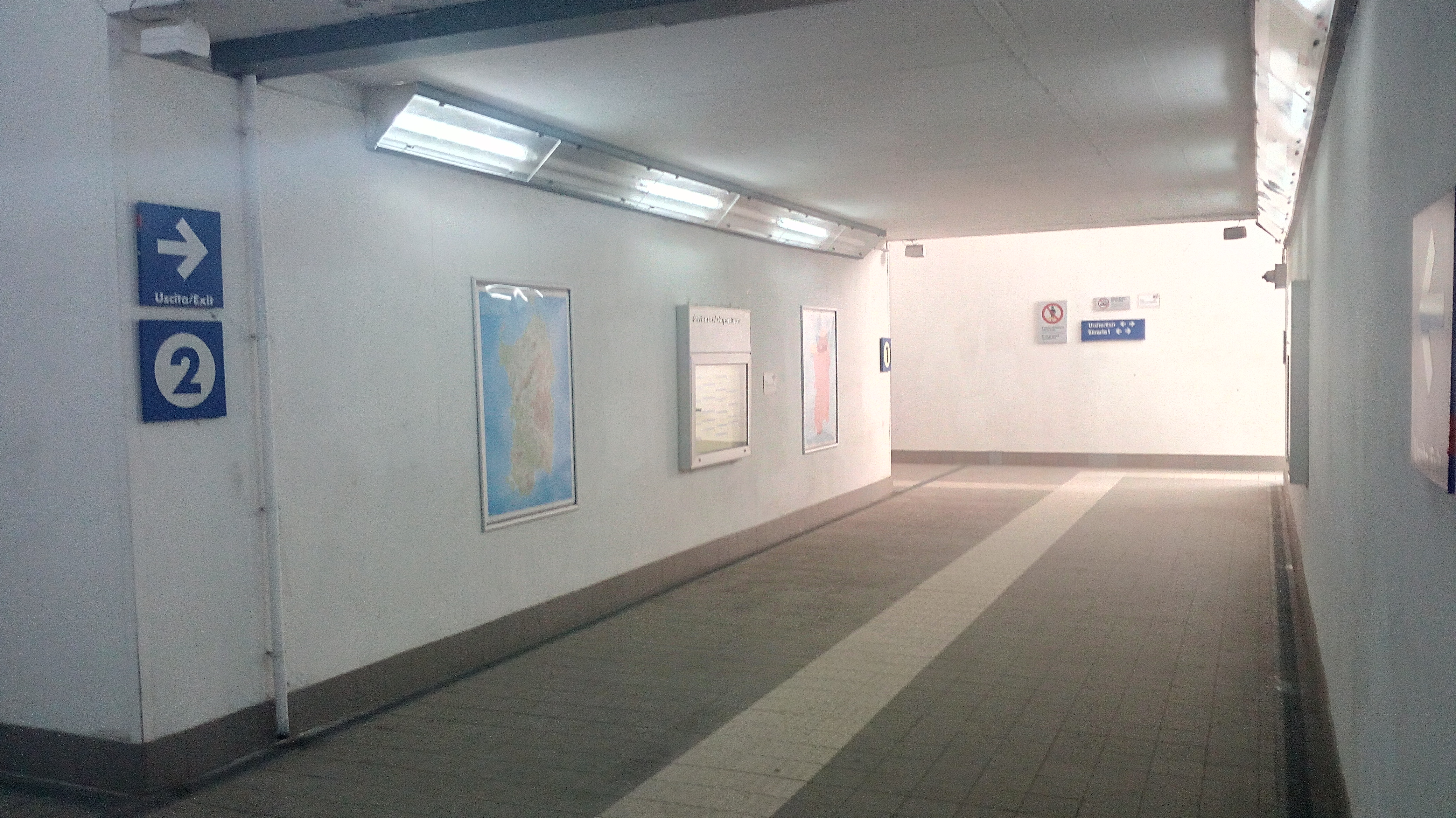
Il sottopassaggio presente in fermata

Nello scalo è attivo inoltre un impianto di videosorveglianza. Nel lato della fermata che dà su via Mincio è presente il parcheggio dell'impianto, esteso su una superficie di 3000 m².

## Movimento
La fermata di Cagliari Santa Gilla ospita esclusivamente i treni metropolitani di Trenitalia nell'ambito del servizio ferroviario metropolitano di Cagliari; i treni regionali e i treni regionali veloci effettuano invece il solo transito dinanzi alla struttura.